# Appana vbrunnea
Appana vbrunnea är en fjärilsart som beskrevs av Achille Guenée 1852. Appana vbrunnea ingår i släktet Appana och familjen nattflyn. Inga underarter finns listade i Catalogue of Life.